# جيسي وينتيرز
جيسي وينتيرز هو لاعب كرة قاعدة وسياسي أمريكي، ولد في 23 ديسمبر 1893 في ستيفنفيل في الولايات المتحدة، وتوفي في 5 يونيو 1986 في أبيلين في الولايات المتحدة.

## وصلات خارجية
- جيسي وينتيرز على موقعبيزبول رفرنس.كوم (الدوري الرئيسي) (الإنجليزية)
- جيسي وينتيرز على موقعبيزبول رفرنس.كوم (الدوري الثانوي) (الإنجليزية)